# Notiophilus borealis
Notiophilus borealis – gatunek chrząszcza z rodziny biegaczowatych i podrodziny leszowych.

## Taksonomia
Gatunek ten opisany został po raz pierwszy przez Thaddeusa Williama Harrisa w korespondencji opublikowanej w 1869 roku przez Samuela Hubbarda Scuddera w serii „Occasional Papers of the Boston Society of Natural History”.

## Morfologia
Chrząszcz o ciele bardziej wydłużonym niż u podobnych N. aquaticus i N. semistriatus. Wierzch ciała jest ubarwiony czarno z silnym połyskiem mosiężnym i słabiej niż u N. aquaticus punktowany. Głowa ma na czole pięć wzdłużnych bruzd między szerszymi bocznymi rowkami. Czułki są ubarwione ciemno z jasnymi spodami członów od drugiego do czwartego, rzadko z jasnymi także wierzchami tychże członów. Głaszczki są ciemne, tylko przy samych podstawach rozjaśnione. Głaszczki wargowe u samca mają człon wierzchołkowy nieznacznie tylko rozszerzony. Przedplecze słabiej poprzeczne niż u N. aquaticus i ma krawędzie boczne słabiej przed tylnymi kątami wycięte niż u N. semistriatus. Pokrywy są lekko na przedzie zwężone, bardziej niż u N. aquaticus owalne. Mają po jednym chetoporze (punkcie szczecinkowym) wierzchołkowym każda. Rzędy nie zanikają ku szczytowi tak wyraźnie jak u N. aquaticus.  Występują zarówno osobniki o skrzydłach tylnych w pełni wykształconych (formy długoskrzydłe), jak i osobniki nielotne o skrzydłach skróconych (formy krótkoskrzydłe). Kolorystyka odnóży jest ciemna włącznie z goleniami.

## Ekologia i występowanie
Owad rozmieszczony od nizin po góry, gdzie dochodzi do pięter subalpejskiego i alpejskiego, osiągając rzędne 2332 m n.p.m. Wybiera stanowiska stosunkowo suche, otwarte do lekko zacienionych, zwykle o podłożu piaszczystym lub żwirowatym. Zasiedla łąki, hale, mszary, widne lasy, przesieki i przydroża. Aktywne osobniki dorosłe obserwuje się od czerwca do października, przy czym nowe pokolenie pojawia się w sierpniu i wrześniu. Polują głównie w dni słoneczne, przy pogodzie chłodnej lub pochmurnej kryjąc się pod kamieniami i wśród mchów.
Gatunek holarktyczny o wschodniosyberyjko-nearktycznym typie rozsiedlenia. W palearktycznej Eurazji znany jest tylko z Rosyjskiego Dalekiego Wschodu. W Kanadzie podawany jest z Alberty, Kolumbii Brytyjskiej, Jukonu, Labradoru, Manitoby, Nowej Fundlandii, Ontario, Quebecu, Saskatchewanu i Terytoriów Północno-Zachodnich. W Stanach Zjednoczonych znany jest z Alaski, Maine’u, New Hampshire, Nowego Jorku i Vermontu.